# Șoim negru comun
Șoimul negru comun (Buteogallus anthracinus) este o pasăre de pradă din familia Accipitridae.

## Comportament

### Hrană
Se hrănește în principal cu crabi (în special crabi de uscat) și raci, dar și cu vertebrate mici (cum ar fi pești, broaște, pui de țestoase, șopârle, șerpi, păsări și mamifere mici, tinere sau rănite), hoituri (sub formă de pești morți) și ouă. Șoimul negru comun își completează, de asemenea, dieta cu o varietate de insecte, inclusiv lăcuste, omizi și larve de viespe.

## Galerie

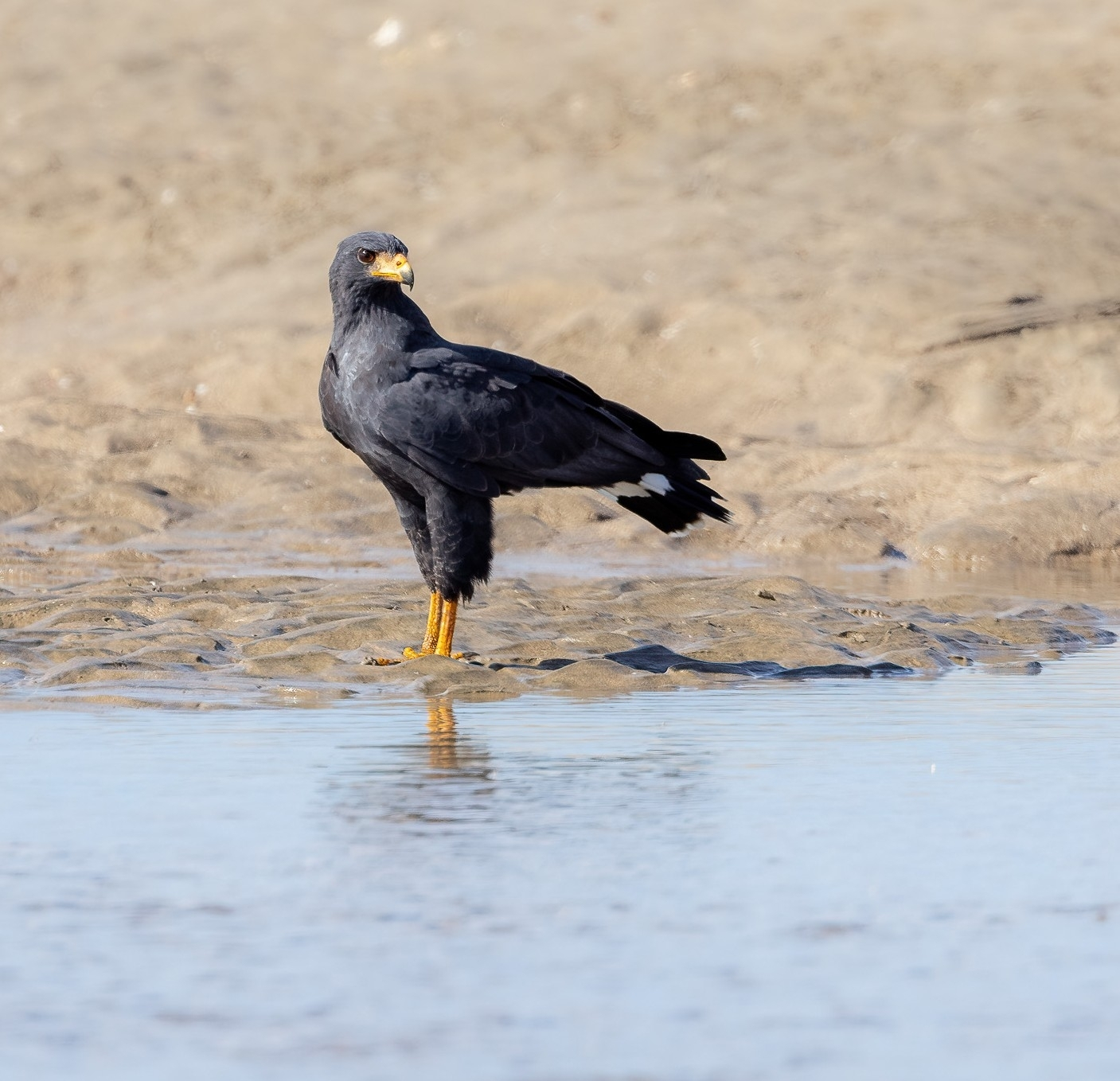
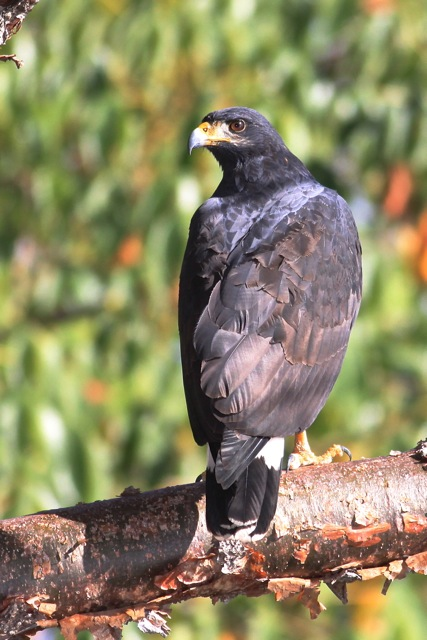
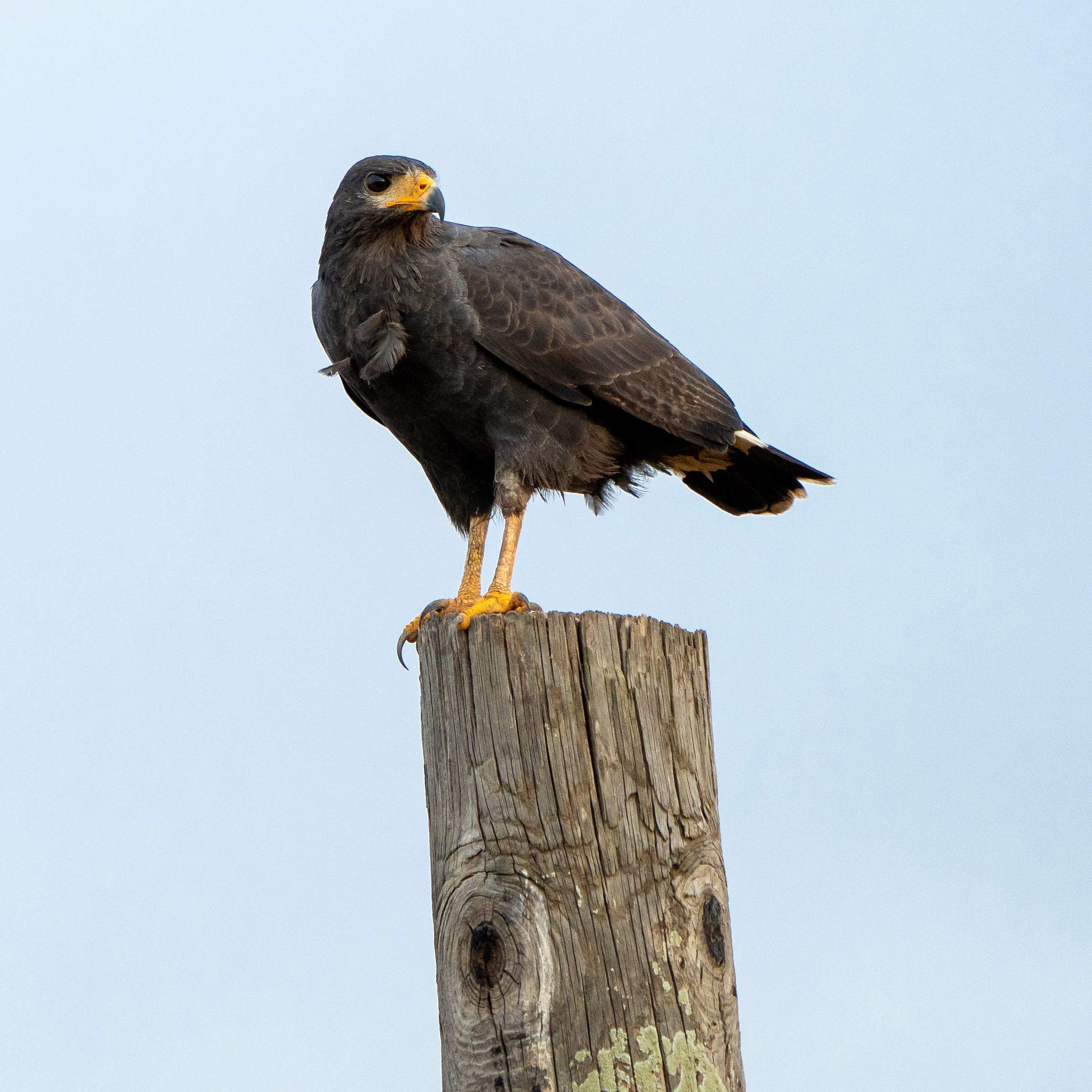